# Club Penguin
Club Penguin — MMORPG-відеогра, цільова аудиторія гри — діти і підлітки від 6 до 14 років. У вигляді пінгвіна, гравці можуть спілкуватися, подорожувати віртуальним світом, грати в міні-ігри, а також брати участь у різних святах. Реліз Club Penguin відбувся 24 жовтня 2005 року, відтоді гра розширилася в велику онлайн-спільноту. В серпні 2007 року гру купила компанія The Walt Disney Company, яка відтоді займалася її розробкою. 29 березня 2017 року підтримка Club Penguin припинилася, гру замінила Club Penguin Island.

## Ігровий процес
Зареєструвавшись, гравець створює свого аватара — пінгвіна, зовнішність якого може налаштувати на свій смак. Подорожуючи островом і граючи в міні-ігри у ролі пінгвіна, гравці отримують монети, за які купляються предмети для прикрашання пінгвіна, його житла-іглу, віртуальні домашні улюбленці.
Купивши членство (англ. Membership) за реальні гроші, персонаж може брати участь в святах, купляти додатковий одяг, домашніх улюбленців «пафлів» та речі для будинку. Членство Клуба Пінгвінів можна купити на місяць, півроку та рік.

## Мобільні програми

### Мобільна версія «Клубу Пінгвінів»
Сенс мобільної версії такий самий, як у гри на комп'ютері: грати в міні-ігри, отримувати монети, щоб витрачати їх на покупку одягу, меблів та багато іншого. Проте в мобільній версії немає доступу до багатьох локацій (штаб ППП, сніжна гора).

### Sled Racer (Гонки на санчатах)
Ця гра присвячена перегонам на санчатах по крутих схилах найвищої гори Клубу Пінгвінів. На трасі розміщенні численні перепони, але персонаж може користуватися бонусами (маючи членство), як реактивний прискорювач чи парашут. при цьому гравці змагаються між собою за першість в таблиці рекордів.

### SoundStudio (Музична студія)
Ця гра дозволяє міксувати музичні треки, експериментувати з накладанням ефектів, використанням різних інструментів. Користувачі із членством отримують більше можливостей зі створення міксів і мають змогу зберігати свої творіння та ділитися ними з друзями та Club Penguin Radio.